# Oligodon bitorquatus
Espèce
Synonymes
- Oligodon subquadratum Duméril, Bibron & Duméril, 1854
- Rabdosoma amboinense Bleeker, 1860

Statut de conservation UICN

 LC  : Préoccupation mineure
Oligodon bitorquatus est une espèce de serpent de la famille des Colubridae.

## Répartition
Cette espèce est endémique d'Indonésie. Elle se rencontre sur les îles de Java et Sumbawa. Sa présence est incertaine à Sumatra.

## Publication originale
- Boie, 1827 : Bemerkungen über Merrem's Versuch eines Systems der Amphibien, 1. Lieferung: Ophidier. Isis von Oken, Jena, vol. 20, p. 508-566 (texte intégral)